# Inćun
Inćun (lat. Engraulis encrasicolus) ili europski inćun je jedna od najvažnijih riba u prehrambenom lancu našeg mora. Kod nas se naziva još i brgljun ili brfun. Pripada obitelji Engraulidae ili inćuna. 

## Opis
Zelenkasto plave je boje odozdo, trbuh mu je svjetliji, bojom i izgledom je sličan srdeli, od koje je znatno vitkiji i nešto kraći, ima šiljastiju glavu i krupnije oči. Živi u jatima, na dubinama do 400 m, naraste do 20 cm duljine. Hrani se planktonom, a sam je hrana svim značajnijim predatorima. Životni vijek mu je 3 godine. Lovi se mrežama plivaricama, kao i srdela. Vrlo je ukusna riba, priprema se na mnogo raznih načina, kod nas je cijenjen kao najbolja riba za soljenje. Zbog velikog sadržaja omega-3 masnih kiselina, kao i ostala plava riba, preporuča se za prehranu, naročito djeci.

## Rasprostranjenost
Inćuna se može pronaći na području istočnog Atlantika, od juga Norveške, pa sve do juga Afrike. Rasprostranjen je i u cijelom Sredozemlju, uključujući i Jadran, Crno i Azovsko more. Postoje izvještaji i o njegovom prisustvu i u Baltiku.

## Vanjske poveznice
|  | Zajednički poslužitelj ima još gradiva o temi Inčun |
|  | Wikivrste imaju podatke o taksonu Inčun             |